# Dawid Lederman
Dawid Lederman (ur. 1890 w Opatowie) – polski aktor żydowskiego pochodzenia, który zasłynął głównie z ról w przedwojennych żydowskich filmach i sztukach teatralnych w języku jidysz.

## Filmografia
- 1937: Dybuk
- 1929: W lasach polskich
- 1925: Jeden z 36
- 1924: Ślubowanie